# Deinopis schoutedeni
Deinopis schoutedeni är en spindelart som beskrevs av Louis Giltay 1929. Deinopis schoutedeni ingår i släktet Deinopis och familjen Deinopidae.
Artens utbredningsområde är Kongo. Inga underarter finns listade i Catalogue of Life.